# Mnislav
Mnislav je mužské křestní jméno slovanského původu. Vykládá se jako pamětliv slávy či mne slavný. Ženskou podobou jména jest Pomněnka.

## Domácké podoby
Mníšek, Mnis, Slavo, Slávek, Mnislavek, Mnata, Mnatík

## Známí nositelé
- Mnata, český mytický kníže
- Mnislav Hofmann, český herec
- Mnata Kulhánek
- Mnislav Švadlák
- Mnislav Zelený, český etnolog a antropolog